# Скала Марион
Скала Марион (на гръцки: Σκάλα Μαριών) е селище на остров Тасос в Северна Гърция, разположено амфитеатрално над Бяло море и покрай трите малки заливчета, оформени на това място.

## География
Селището е разположено на югозападното крайбрежие на острова на 8 km от град Лименария. В превод името му означава Пристанище на Мариес, тъй като в миналото е било малко рибарско пристанище на това планинско село. Северно от Скала Марион, по крайбрежния път към него, е разположена църквата „Свети Георги“.

## История
За пръв път селището влиза в преброяванията в 1940 година.
Традиционно жителите се занимават с производство на маслини, зехтин, рибарство и туризъм.
| Име   | Име    | Ново име | Ново име | Описание              |
| ----- | ------ | -------- | -------- | --------------------- |
| Ацпас | Άτσπᾶς | Фарос    | Φάρος    | нос Ю от Скала Марион |

| Година    | 1913 | 1920 | 1928 | 1940 | 1951 | 1961 | 1971 | 1981 | 1991 | 2001 | 2011 | 2021 |
| --------- | ---- | ---- | ---- | ---- | ---- | ---- | ---- | ---- | ---- | ---- | ---- | ---- |
| Население |      |      |      | 137  | 233  | 368  | 394  | 324  | 413  | 377  | 379  | 367  |